# Alexander Grasse
Alexander Grasse (* 1968) ist ein deutscher Politologe.

## Werdegang
Nach dem Studium der Politikwissenschaft, Germanistik, Erziehungswissenschaft sowie Italianistik an den Universitäten Gießen und Bari legte Grasse 1995 das Staatsexamen ab. Anschließend Promotion im Jahr 2000 und Habilitation im Jahr 2005. Seit Dezember 2007 ist er Professor für Politikwissenschaft an der Justus-Liebig-Universität Gießen.

## Auszeichnungen
- 2007 Clemens Maria Brentano-Preis, verliehen vom Deutsch-Italienischen Hochschulinstitut (Ateneo Italo-Tedesco), „In Anerkennung herausragender Beiträge auf dem Gebiet der Italienstudien sowie besonderer Verdienste um die Kooperation und kulturelle Verständigung zwischen Italien und Deutschland“[1]

## Publikationen (Auswahl)
- Italienische Finanzkrise und Börsendemokratie. Fakten, Analysen, Maßnahmen. Justus-Liebig-Universität Gießen, Institut für Politikwissenschaft, 2012.
- Modernisierungsfaktor Region. Subnationale Politik und Föderalisierung in Italien. VS Verl. für Sozialwiss., Wiesbaden 2005.
- Im Süden viel Neues. Italienische Staats- und Verfassungsreformen am Scheideweg zwischen Modernisierung und Gefährdung der Demokratie. Ibidem-Verlag, Stuttgart 2004.